# Ribes (Ardèche)
Ribes település Franciaországban, Ardèche megyében. Lakosainak száma 328 fő (2022. január 1.). Ribes Beaumont, Joyeuse, Lablachère, Saint-André-Lachamp, Sanilhac és Vernon községekkel határos.

## Népesség
A település népessége az elmúlt években az alábbi módon változott:
| Lakosok száma | 249  | 250  | 309  | 256  | 281  | 297  | 295  | 315  | 325  | 328  |
|               | 1968 | 1982 | 1990 | 2006 | 2013 | 2015 | 2017 | 2019 | 2020 | 2022 |